# دریای فلورس

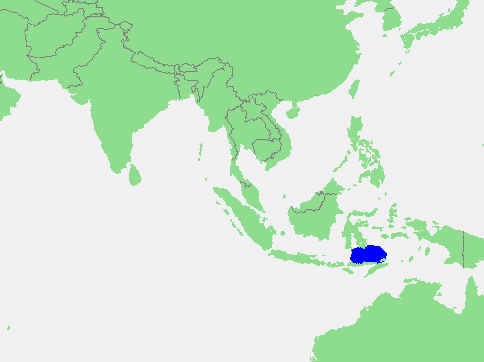
مکان دریای فلورس با رنگ آبی مشخص شده است.

دریای فلورس (اندونزیایی: Laut Flores) بخشی از آب‌های غربی اقیانوس آرام جنوبی است که بین جزیره سلبس (سولاوسی) در شمال و جزایر فلورس و سومباوا در جنوب واقع شده‌است. مساحت تقریبی این دریا ۲۴۰٬۰۰۰ کیلومترمربع بوده و از طریق تنگه ماکاسار به آب‌های دریای سلبس واقع در شمال شرقی آن، دریای جاوه در غرب و دریای باندا در شرق راه دارد. همچنین این دریا از طریق تنگه لومبوک در شرق آن به اقیانوس هند در جنوب مرتبط می‌شود.
کف دریای فلورس علی‌رغم کوچک بودن این دریا خود به چهار منطقهٔ متمایز تقسیم می‌شود. در غرب آن فلات گسترده‌ای در عمق ۵۰۰  تا ۱۰۰۰ متری قرار دارد. کوه‌هایی زیردریایی در این نقطه سربرآورده و نوکشان معمولاً با جزایر مرجانی پوشیده شده‌است. آبریز فلورس در جنوب آن (در شمال جزیره فلورس) واقع شده و در اینجا دریای فلورس به ژرفترین نقطهٔ خود با عمق ۵٬۱۴۰ متر می‌رسد. سلسله کوه‌هایی دریایی در جنوب جزیرهٔ سولاوسی  و شمال دریای فلورس کشیده شده‌اند که بخش غربی آن‌ها به صورت جزیره سلایار سر از آب بیرون آورده‌است. عمق دریا در این نواحی تا جزیرهٔ سلبس کاهش یافته و به ۳٫۳۷۰ متر می‌رسد. آخرین ناحیه از نواحی چهارگانهٔ این دریا در جنوب خلیج تلوک در شرق دریای فلورس واقع گردیده و با دریای باندا هم‌مرز است.
اعتقاد دانشمندان بر این است که دریای فلورس در نتیجهٔ فشار و فرونشست نواحی قاره‌ای به‌وجود آمده است. همچنین کانون فعالیت‌های زمین‌لرزه‌ای در اندونزی، جایی که زلزله‌های زیادی به‌وقوع می‌پیوندد دریای فلورس است.